# Marik Vos-Lundh
Répertoire
- La Maison de Bernarda Alba (costumes)
- Antoine et Cléopâtre (costumes)
- La Mouette (costumes et décors)
- Le Canard sauvage (décors)
- Le Songe (décors)
Marik Vos-Lundh (parfois créditée Marik Vos) est une costumière et décoratrice de théâtre (occasionnellement de cinéma) suédoise, née Marie-Anne Ericsson le 3 juin 1923 à Petrograd en URSS (actuellement Saint-Pétersbourg en Russie), morte le 13 juillet 1994 à Vamlingo (île de Gotland).

## Biographie
Durant sa carrière, Marik Vos-Lundh (des noms de ses deux maris successifs) est très active au théâtre dramatique royal de Stockholm (Kungliga Dramatiska Teatern en suédois, abrégé Dramaten), où sa première pièce — comme costumière — est La Maison de Bernarda Alba de Federico García Lorca, mise en scène par Alf Sjöberg (1947, avec Mai Zetterling et Mimi Pollak).
Parmi ses nombreuses autres pièces au Dramaten, citons Antoine et Cléopâtre de William Shakespeare (costumière, 1952, avec Inga Tidblad, Jarl Kulle et Allan Edwall), Ornifle ou le Courant d'air de Jean Anouilh, mise en scène par Mimi Pollak (costumière et décoratrice, 1956, avec Mona Malm), La Mouette d'Anton Tchekhov, mise en scène par Ingmar Bergman (costumière et décoratrice, 1961, avec Eva Dahlbeck, Christina Schollin et Ulf Palme), Le Canard sauvage d'Henrik Ibsen, également mise en scène par Bergman (décoratrice, 1972, avec Max von Sydow, Erland Josephson et Harriet Andersson), ainsi que Les Corbeaux d'Henry Becque, mise en scène par Alf Sjöberg (décoratrice, 1978, avec Allan Edwall et Gunn Wållgren).
Sa dernière pièce au Dramaten — comme décoratrice — est Le Songe d'August Strindberg (1986, avec Lena Olin), à nouveau aux côtés du metteur en scène Ingmar Bergman.
Au cinéma, elle collabore avec ce réalisateur sur cinq films, le premier étant La Source (costumière, 1960, avec Gunnel Lindblom et Max von Sydow). Le cinquième, ultime réalisation de Bergman pour le grand écran, est Fanny et Alexandre (costumière, 1982, avec Erland Josephson et Gunn Wållgren).
Trois de ces films valent à Marik Vos-Lundh autant de nominations à l'Oscar de la meilleure création de costumes, dont un gagné en 1984 pour Fanny et Alexandre (film qui lui vaut de surcroît une nomination au British Academy Film Award des meilleurs costumes).
Et notons qu'une de ses pièces au Dramaten, Hughie (en) d'Eugene O'Neill (décoratrice, 1958, avec Allan Edwall), fait l'objet d'une diffusion téléfilmée la même année.

## Théâtre (sélection)
(pièces jouées au Dramaten)

### Costumière seulement

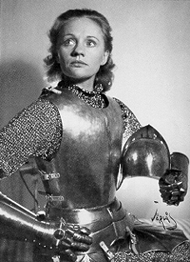
Costume de Gunn Wållgren dans Jeanne de Lorraine (1948)

- 1947 : La Maison de Bernarda Alba (Bernardas hus) de Federico García Lorca, mise en scène d'Alf Sjöberg
- 1948 : Jeanne de Lorraine (Johanna från Lothringen) de Maxwell Anderson
- 1949 : Anne des mille jours (En dag av tusen) de Maxwell Anderson
- 1951 : La Commandante Barbara (Major Barbara) de George Bernard Shaw
- 1951 : Amorina de Carl Jonas Love Almqvist, mise en scène d'Alf Sjöberg
- 1952 : Antoine et Cléopâtre (Antonius och Kleopatra) de William Shakespeare
- 1953 : Un mois à la campagne (En månad på landet) d'Ivan Tourgueniev, mise en scène de Mimi Pollak
- 1953 : Herdespel d'Olof von Dalin
- 1953 : Liolà de Luigi Pirandello, mise en scène de Mimi Pollak
- 1955 : Macbeth de William Shakespeare
- 1957 : Les Folies amoureuses (Kärlek och dårskap) de Jean-François Regnard
- 1958 : Électre (Elektra) de Sophocle
- 1959 : La Puissance des ténèbres (Mörkrets makt) de Léon Tolstoï, mise en scène d'Alf Sjöberg
- 1959 : Les Trois Sœurs (Tre systrar) d'Anton Tchekhov
- 1980 : Richard III de William Shakespeare

### Décoratrice seulement
- 1948 : La Putain respectueuse (Den respektfulla skökan) de Jean-Paul Sartre, mise en scène de Göran Gentele
- 1948 : Lekpaus de Lars Ahlin
- 1949 : Ardèle ou la Marguerite (Älskar – älskar inte...) de Jean Anouilh, mise en scène de Mimi Pollak
- 1950 : L'Ours (Björnen) d'Anton Tchekhov, mise en scène de Mimi Pollak
- 1950 : Feu la mère de Madame (Fruns salig mor) de Georges Feydeau, mise en scène de Mimi Pollak
- 1951 : Les Frères Karamazov (Bröderna Karamasov), adaptation du roman éponyme de Fiodor Dostoïevski
- 1951 : Les Enfants du capitaine Grant (Kapten Grant och hans barn), adaptation par A. Dennery du roman éponyme de Jules Verne
- 1951 : Robin des Bois (Robin Hood) d'Owen Davis
- 1953 : Une lune pour les déshérités (Måne för olycksfödda) d'Eugene O'Neill
- 1955 : Jeppe du Mont (Jeppe på Berget) de Ludvig Holberg
- 1956 : Les Jours heureux (Lyckliga dagar) de Claude-André Puget, mise en scène de Mimi Pollak
- 1956 : Il faut qu'une porte soit ouverte ou fermée (En dörr skall vara öppen eller stängd) d'Alfred de Musset
- 1957 : Ett brott de Sigfrid Siwertz
- 1957 : Ivanov d'Anton Tchekhov
- 1958 : Hughie d'Eugene O'Neill
- 1958 : The Emperor Jones (Kejsar Jones) d'Eugene O'Neill
- 1958 : L'Île au trésor (Skattkammarön), adaptation du roman éponyme de Robert Louis Stevenson
- 1960 : Le Dixième Homme (Tionde mannen) de Paddy Chayefsky, mise en scène de Mimi Pollak
- 1962 : Andorra de Max Frisch
- 1968 : Purple Dust (Purpurdamm) de Seán O'Casey
- 1969 : Don Carlos de Friedrich von Schiller
- 1969 : Woyzeck de Georg Büchner, mise en scène d'Ingmar Bergman
- 1970 : Borgaren och Marx de Lars Forssell, mise en scène de Mimi Pollak
- 1972 : Välkommen d'Allan Edwall, mise en scène de Mimi Pollak
- 1972 : Le Canard sauvage (Vildanden) d'Henrik Ibsen, mise en scène d'Ingmar Bergman
- 1973 : La Sonate des spectres (Spöksonaten) d'August Strindberg, mise en scène d'Ingmar Bergman
- 1973 : La Double Inconstance (Den dubbla trolösheten) de Marivaux, mise en scène d'Erland Josephson
- 1973 : Sganarelle ou le Cocu imaginaire (Sganarelle) de Molière
- 1974 : À Damas (Till Damaskus) d'August Strindberg, mise en scène d'Ingmar Bergman
- 1976 : John Gabriel Borkman d'Henrik Ibsen
- 1978 : Les Corbeaux (Korparna) d'Henry Becque, mise en scène d'Alf Sjöberg
- 1980 : L'Alchimiste (Alkemisten) de Ben Jonson
- 1981 : Paradisbarnen de Steffan Ross, d'après La Dispute de Marivaux
- 1981 : Pâques (Påsk) d'August Strindberg
- 1986 : Le Songe (Ett drömspel) d'August Strindberg, mise en scène d'Ingmar Bergman

### Costumière et décoratrice
- 1951 : Le Diamant (Diamanten) de Friedrich Hebbel
- 1952 : Le Revizor (Revisorn) de Nicolas Gogol
- 1952 : Ramido Marinesco de Carl Jonas Love Almqvist
- 1954 : L'Orestie (Orestien) d'Eschyle
- 1954 : Mariana Pineda de Federico García Lorca,, mise en scène de Mimi Pollak
- 1955 : La Dame aux camélias (Kameliadamen) d'Alexandre Dumas fils
- 1955 : Le Misanthrope ou l'Atrabilaire amoureux (Misantropen) de Molière
- 1956 : Ornifle ou le Courant d'air (Ornifle) de Jean Anouilh, mise en scène de Mimi Pollak
- 1957 : La Sorcière de l'Atlas (Häxan i Atlasbergen) de George Bernard Shaw, mise en scène de Mimi Pollak
- 1957 : Six personnages en quête d'auteur (Sex roller söker en författare) de Luigi Pirandello
- 1958 : Partage de midi (När dagen vänder) de Paul Claudel
- 1959 : Den politiske kannstöparen de Ludvig Holberg
- 1959 : Rosmersholm d'Henrik Ibsen, mise en scène d'Alf Sjöberg
- 1960 : Crimes et Délits (Brott och brott) d'August Strindberg
- 1960 : Les Troyennes (Trojanskorna) d'Euripide
- 1960 : Loups et Brebis (Vargar och lamm) d'Alexandre Ostrovski
- 1961 : La Mouette (Måsen) d'Anton Tchekhov, mise en scène d'Ingmar Bergman
- 1961 : Christina d'August Strindberg
- 1961 : Yerma de Federico García Lorca
- 1963 : Philoctète (Philoktetes) de Sophocle
- 1963 : Becket ou l'Honneur de Dieu (Becket) de Jean Anouilh
- 1963 : Söndagspromenaden de Lars Forssell
- 1963 : Tchin-Tchin de François Billetdoux, mise en scène d'Ulf Palme
- 1963 : Doktor Meyers sister dagar d'Erland Josephson
- 1964 : Galenpannan de Lars Forssell
- 1965 : La Ménagerie de verre (Glasmenageriet) de Tennessee Williams
- 1965 : On ne badine pas avec l'amour (Lek ej med kärleken) d'Alfred de Musset, mise en scène de Mimi Pollak
- 1966 : Markurells i Wadköping de Hjalmar Bergman
- 1966 : Charles XII (Carl XII) d'August Strindberg
- 1966 : L'Anniversaire (Födelsedagskalaset) d'Harold Pinter
- 1967 : La Cerisaie (Körsbärsträdgården) d'Anton Tchekhov

## Filmographie

### Cinéma
(films réalisés par Ingmar Bergman)
- 1960 : La Source (Jungfrukällan) (costumière)
- 1963 : Le Silence (Tystnaden) (costumière)
- 1968 : L'Heure du loup (Vargtimmen) (décoratrice)
- 1972 : Cris et Chuchotements (Viskningar och rop) (costumière et décoratrice)
- 1982 : Fanny et Alexandre (Fanny och Alexander) (costumière)

### Télévision
- 1958 : Hughie, téléfilm de Bengt Ekerot

## Distinctions

### Nominations
- Oscar de la meilleure création de costumes :
  - En 1961, catégorie noir et blanc, pour La Source ;
  - Et en 1974, pour Cris et Chuchotements.
- British Academy Film Award des meilleurs costumes :
  - En 1984, pour Fanny et Alexandre.

### Récompense
- Oscar de la meilleure création de costumes :
  - En 1984, pour Fanny et Alexandre.